# Caspar Erasmus Duftschmid

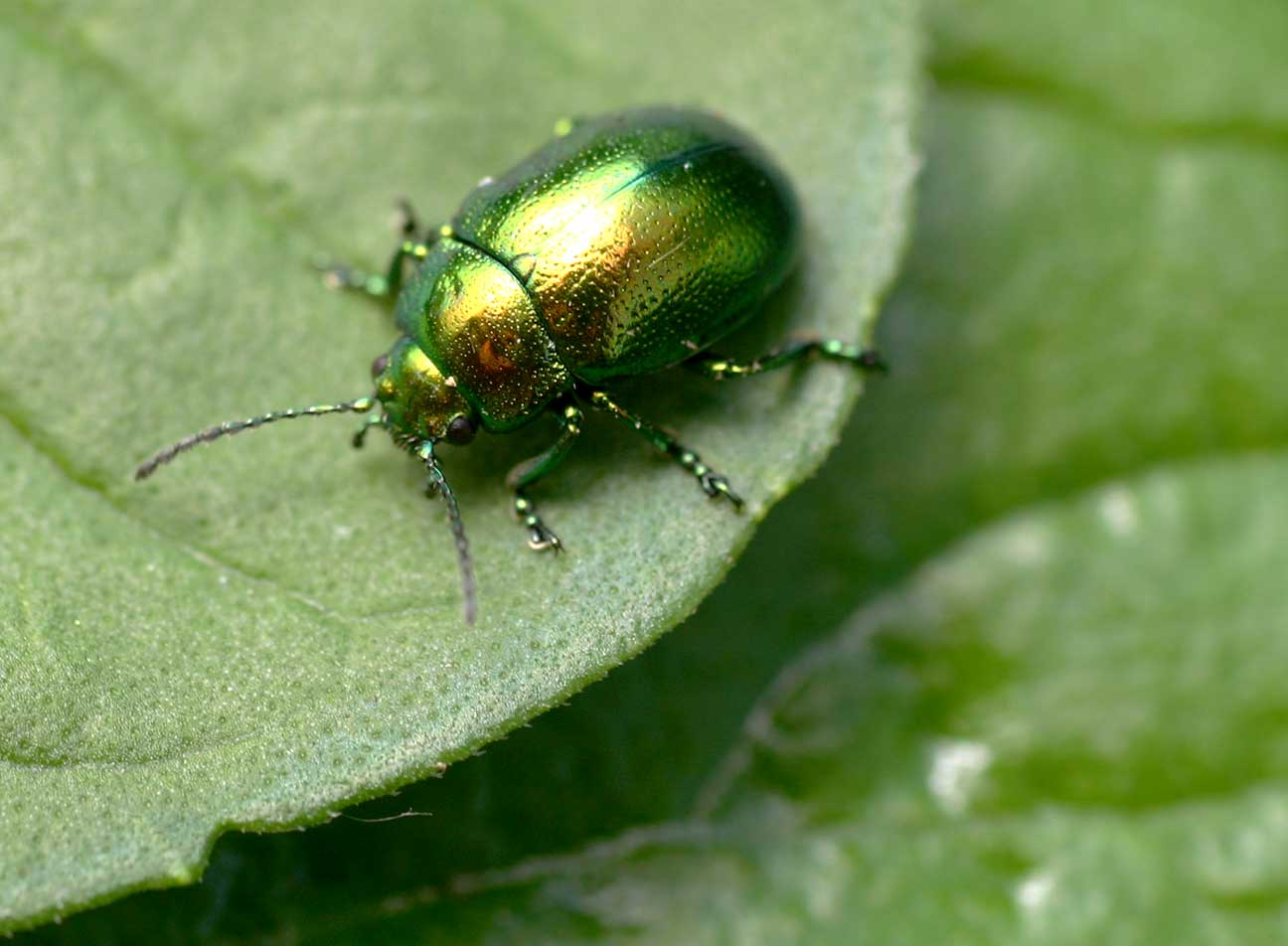
Chrysolina herbacea, brouk popsaný Duftschmidem

Caspar Erasmus Duftschmid, (19. listopadu 1767 Gmunden – 17. prosince 1821 Linec), byl rakouský lékař a přírodovědec, který významně přispěl do entomologie, zejména coleopterologie.
Jeho nejznámějším dílem, uvádějícím mnoho nových rodů a druhů je kniha Fauna Austriaca.